# Bota de Oro 2009-10

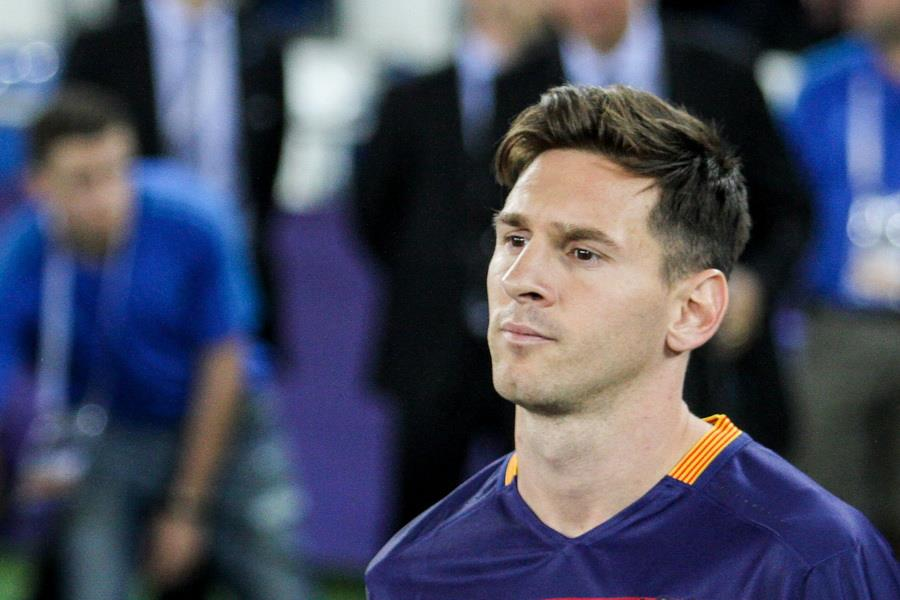
Lionel Messi, ganador del premio en 2009-10.

La Bota de Oro 2009-10 fue un premio deportivo otorgado por la European Sports Media, asociación europea de publicaciones de fútbol quien se encarga de entregar el premio de acuerdo con un sistema de puntos ponderado.
El argentino Lionel Messi, jugador del F.C. Barcelona, fue seleccionado como el máximo goleador de las grandes ligas de Europa.
Este fue el primer reconocimiento para el argentino, quien en ese momento era jugador del Barcelona de España. La edición anterior la había ganado el uruguayo Diego Forlán, quien jugaba para el Atlético de Madrid.

## Criterio
Para seleccionar al máximo artillero o goleador de las grandes ligas europeas se tuvo en cuenta la cantidad de goles anotados por los futbolistas durante toda la temporada 2009-10, únicamente en competición doméstica o local, sin contabilizar las de otras copas o competiciones. Sin embargo, en aquel entonces se otorgaban 2 puntos a los goles anotados en las ligas primeros cinco ligas más competitivas, entre ellas, Alemania, Francia, Inglaterra, Italia y España, teniendo en cuenta los coeficientes UEFA. Los goles de las demás ligas se valoran a 1,5 puntos.
El listado contempló a todos los futbolistas que participaron en competiciones europeas domésticas o locales, sin importar la nacionalidad.

## Ganador
El argentino y jugador de la selección de Argentina, Lionel Messi, fue seleccionado como el futbolista vencedor de la bota de Oro 2009-10, después de lograr 34 goles en la Primera División de España. En un segundo lugar quedaron los futbolistas Antonio Di Natale quien jugaba en el Udinese Calcio y el africano Didier Drogba para el Chelsea Football Club, ambos con 29 anotaciones.
Tanto Di Natale como Drogba lograron 58 puntos por sus anotaciones, el primero por la participación en la Serie A y el segundo en la Premier League. Gonzalo Higuaín, quien jugaba para el Real Madrid terminó en la cuarta posición con 27 goles; la quinta posición fue para el usuaguayo Luis Suárez Díaz, que aunque logró anotar más goles, 35 en total, le fueron computados a 1,5, obteniendo al final 52,5.
El premio de la bota de Oro le fue otorgado en España y lo acreditaba como máximo goleador de las ligas europeas de fútbol. Esta fue su primera bota de Oro.

### Ranking final
| Posición | Futbolista        | Club           | Campeonato     | Goles | Puntaje |
| -------- | ----------------- | -------------- | -------------- | ----- | ------- |
| 1        | Lionel Messi      | Barcelona      | La Liga        | 34    | 68      |
| 2        | Antonio Di Natale | Udinese        | Serie A        | 29    | 58      |
| 2        | Didier Drogba     | Chelsea        | Premier League | 29    | 58      |
| 4        | Gonzalo Higuaín   | Real Madrid    | La Liga        | 27    | 54      |
| 5        | Luis Suárez       | Ajax Ámsterdam | Eredivisie     | 35    | 52,5    |